# Titularbistum Aradus
Aradus (italienisch Arado) ist ein Titularbistum der römisch-katholischen Kirche.
Es geht zurück auf einen antiken Bischofssitz auf der Insel Aruad vor der Küste Phöniziens (heute Syrien). Das Bistum Aradus war dem Erzbistum Tyrus als Suffraganbistum unterstellt.
| Titularbischöfe von Aradus |                                                                        |                                                                      |                    |                                         |
| Nr.                        | Name                                                                   | Amt                                                                  | von                | bis                                     |
| 01                         | Charles Poniński O.F.M. Cap.                                           | Weihbischof in Posen (Polen)                                         | 19. Dezember 1725  | September 1727 †                        |
| 02                         | Caspar Adolph Schnernauer                                              | Weihbischof in Mainz (Deutschland)                                   | 10. Mai 1728       | 20. Juni 1733 †                         |
| 03                         | Andrés Cano y Junquera                                                 | Weihbischof in Sigüenza (Spanien)                                    | 16. Dezember 1748  | 10. September 1770 †                    |
| 04                         | Richard Lincoln                                                        | Koadjutorerzbischof von Dublin (Irland)                              | 21. November 1755  | 21. Juni 1757 (abgelöst von Nachfolger) |
| 05                         | Wilhelm von Alhaus OSC                                                 | Weihbischof in Osnabrück und Münster (Deutschland)                   | 2. Oktober 1758    | 26. Mai 1794 †                          |
| 06                         | Julio Maria Pecori (d’Ameno) / Giulio Maria Pecori d’Ameno O.F.M. Ref. | Apostolischer Vikar von Konstantinopel (Osmanisches Reich)           | 23. September 1788 | 28. Februar 1796 †                      |
| 07                         | Giovanni Domenico Rizzolati (李文秀) OFM Ref.                          | Apostolischer Vikar von Houkouang (Kaiserreich China)                | 30. August 1839    | 13. April 1862                          |
| 08                         | Louis-Désiré Maigret SSCC                                              | Apostolischer Vikar von Sandwich Islands (Vereinigte Staaten)        | 11. September 1846 | 11. Juni 1882                           |
| 09                         | Pietro Giuseppe Tardoya / Pedro José Tordoya Montoya                   | emeritierter Bischof von Cuzco (Peru)                                | 20. August 1880    | 1881 † *                                |
| 10                         | Józef Hollak                                                           | Weihbischof in Sejny o Augustów (Polen) / Senj–Modruš (Kroatien) (?) | 15. März 1883      | 27. Oktober 1890 †                      |
| 11                         | Noè Giuseppe Tacconi (譚維新) PIME                                     | Apostolischer Vikar von Kaifeng [Kaifeng] (Kaifengfu) China          | 18. September 1911 | 26. September 1942 †                    |
| 12                         | Anthony Joseph Schuler S.J.                                            | emeritierter Bischof von El Paso, Texas (USA)                        | 29. November 1942  | 3. Juni 1944 †                          |
| 13                         | Luis Pérez Hernández CIM                                               | Weihbischof in Bogotá, zuletzt Cúcuta (Kolumbien)                    | 3. November 1945   | 29. Mai 1956                            |
| 14                         | José Alí Lebrún Moratinos                                              | Weihbischof in Maracaibo (Venezuela)                                 | 2. August 1956     | 21. Juni 1958                           |
| 15                         | Jerzy Stroba                                                           | Weihbischof in Gniezno Weihbischof in Breslau (Polen)                | 4. Juli 1958       | 28. Juni 1972                           |
| 16                         | Georges Abi-Saber OLM                                                  | Weihbischof im Maronitischen Patriarchat von Antiochia (Libanon)     | 2. Mai 1986        | 23. November 1990                       |
| 17                         | Francis Némé Baïssari                                                  | Weihbischof in Joubbé, Sarba und Jounieh (Libanon)                   | 7. Juni 1991       | 24. Februar 2015 †                      |
| 18                         | Joseph Nafaa (Naffah)                                                  | Kurienbischof im Maronitischen Patriarchat von Antiochia (Libanon)   | 17. Juni 2016      |                                         |